# Boa Senior
Boa, di norma chiamata Boa Senior o Boa Sr. per distinguerla da una omonima donna della stessa comunità (Mayabunder, ca. 1925 – Port Blair, 26 gennaio 2010), è stata una donna grande-andamanese, ultima parlante nativa della lingua aka-bo, una delle 10 lingue che compongono il gruppo grande-andamanese delle lingue andamanesi.

## Biografia
Boa era nata intorno al 1925. Sua madre, To, apparteneva al popolo Bo e suo padre, Renge, apparteneva al popolo Jeru. I primi anni di vita di Boa furono trascorsi a Mayabunder, un villaggio sull'isola di Andaman Centrale. Si è sposata in giovane età con Nao, un altro membro del popolo di suo padre. Considerava la lingua Jeru come la sua lingua madre.
Boa Sr. ha vissuto l'epidemia portata dagli inglesi nelle isole Andamane e Nicobare, che ha devastato la popolazione delle Grandi Andamane, e anche l'occupazione giapponese delle isole Andamane durante la seconda guerra mondiale. Negli anni '70, lei e altri Grandi Andamanesi furono trasferiti con la forza dal governo dell'India su Strait Island, una piccola isola a est dell'isola di Baratang, dove il governo ha installato una riserva tribale.
Boa Sr. ha lavorato con Anvita Abbi, professoressa di linguistica alla Jawaharlal Nehru University di Delhi, per diversi anni. La Abbi ha studiato il linguaggio di Boa, registrandone i discorsi e le canzoni. Altri membri della comunità linguistica dei Grandi Andamanesi avevano difficoltà a comprendere le canzoni e le narrazioni che la donna conosceva in Bo. Parlava anche il dialetto andamanese dell'hindi, così come il creolo grande-andamanese, un mix delle lingue indigene delle Grandi Andamane.
Boa Sr. è sopravvissuta al terremoto del 2004 nell'Oceano Indiano arrampicandosi su un albero.
Suo marito morì diversi anni prima di lei e la coppia non ebbe figli. Negli ultimi anni di vita ha sofferto di un calo della vista, ma è vissuta in buona salute fino a poco prima della sua morte nel 2010.
Boa Sr. è morta in un ospedale di Port Blair il 26 gennaio 2010. Al momento della morte Boa Sr., che aveva circa 85 anni, era il membro vivente più anziano delle tribù grande-andamanesi. La morte di Boa Sr. ha lasciato solo 52 grandi-andamanesi al mondo, nessuno dei quali è in grado di parlare e comprendere la lingua Aka-Bo. La loro popolazione è notevolmente ridotta rispetto ai circa 5.000 Grandi Andamanesi che vivevano nelle Isole Andamane al momento dell'arrivo degli inglesi nel 1858.